# Бобошево
Бо̀бошево е град в Западна България. Той се намира в област Кюстендил и е в близост до градовете Рила и Кочериново. Градът е административен център на община Бобошево.

## География
Град Бобошево е разположен в Бобошевското поле, в географската област Долно поле на двата бряга на река Струма, близо до вливането в нея на река Джерман, в подножието на планината Влахина. Надморската височина на града е 380 m. Отдалечен е на 83 km от София, на 30 km от Кюстендил, на 14 km от Дупница и на 17 km от Благоевград.
Бобошево се намира в Преходно–континенталната подобласт на Европейско–континенталната климатична област на умерения климатичен пояс. Зимата тук е мека поради проявата на средиземноморско влияние от юг по долината на Струма. Снежната покривка в района е неустойчива – средната ѝ продължителност е 10 дни, а дебелината ѝ рядко надминава 20 cm. Под влиянието на планините, обаче понякога късните пролетни мразове са доста интензивни, а есенните мразове започват сравнително рано – около средата на октомври.
Средната годишна температура е 12,4 °С; за зимния сезон тя е 3,4 °С, а през пролетта е 16,5 °С. През лятото температурите са малко по-високи (21,6 °С). Средиземноморското влияние се отразява върху колебанията на средните дневни температурни амплитуди – 9,6 °С или средно годишно 11,8 °С.
Валежната годишна сума е около 560 милиметра. Средната годишна скорост на вятъра е сравнително ниска – 1,2 m/s, като се движи в границите 1 – 1,4 m/s. Облачността в района има максимум през зимните месеци и минимум през лятото, като средно годишната стойност е 5,1 бала.

## Население
| Година    | 1880 | 1892 | 1900 | 1910 | 1920 | 1926 | 1934 | 1946 | 1956 | 1965 | 1975 | 2008 | 2011 |
| Население | 1958 | 2234 | 2565 | 2983 | 3010 | 3181 | 2878 | 3259 | 3215 | 2884 | 2366 | 1422 | 1221 |

Численост и дял на етническите групи според преброяването на населението през 2011 г.:
|                     | Численост | Дял (в %) |
| Общо                | 1221      | 100,00    |
| Българи             | 1191      | 97,54     |
| Турци               | 3         | 0,24      |
| Цигани              | 0         | 0,00      |
| Други               | 0         | 0,00      |
| Не се самоопределят | 5         | 0,40      |
| Неотговорили        | 18        | 1,47      |

## История
Според Владимир Георгиев („Български етимологичен речник“) етимологията на името е от боб и топонимната наставка -ош.)

### Античност
През 4 век пр.н.е. областта по горното течение на Струма, между планините Витоша и Осогово се обитава от тракийското племе дентелети. В 46 година след Христа римляните покоряват окончателно земите на траките. Земите на дентелетите образували административната единица Дентелетика с главни градове Пауталия (Кюстендил), Германея (Сапарева баня) и Скаптопара (Благоевград). На територията на Бобошево и северно от него – в местността „Мърдище“ през тези времена съществува антично селище. В края на 19 век и началото на 20 век при строителни работи и оран са изровени долиуми, надгробен паметник на гръцки език от 2 век, оброчни плочки на Зевс и Хера, на Хеката, части от релефи, стрели, керамика, битови предмети, части от водопровод и монети на римските императори Антонин Пий (131-161), Марк Аврелий (161-180), Гордиан III (236-244), Констанций Хлор (292-306), Грациан (367-383) и Теодосий II (408-450). Южно от града е разкрит и античен некропол, с инвентар от накити, бронзова кофа и монети. Това изобилие от находки говори за активния живот на селището, през което минавали и важни търговски пътища, свързващи Германея и Скаптопара с Пауталия.

### Средновековие
През 4-5 век римската власт започва да отслабва под натиска на нашествията на варварските племена. През 5-6 век Източната Римска империя е подложена на опустошителни нашествия и от славяните, които масово се заселват в земите отсам Дунава. По средното и долно течение на Струма се заселва славянското племе струмяни.
Района по поречието на река Струма е включен в пределите на Първата българска държава при хан Крум (803 — 14). След приемането на християнството Струмската област се превръща във важен културен и духовен център. В началото на Х век е основан Руенския манастир „Свети Димитър“ в който бил монах и свети Йоан Рилски. От 10 – 12 век е и средновековната църква „Свети Тодор“ в местността Селище до Бобошево, запазена. За участта на Бобошево през време на византийска власт няма писмени сведения. За него напомнят намерените монети от византийските императори Константин X Дука (1059—67), Алексий I Комнин (1081 – 1118) и Мануил I Комнин (1143 – 80). При цар Калоян (1197-1207) земите по поречието на Струма отново стават част от българската държава. От грамотите на българските царе Иван Александър (1331 – 71) – за Оряховския манастир (Мраката) и Иван Шишман (1371 – 95) – за Рилския манастир, става известно, че селата Скрино и Кърчино, а следователно и Бобошево влизат в пределите на Втората българска държава. След 1382 г. Дупнишкият край става част от Велбъждкото деспотство на Константин Драгаш. След неговата смърт през 1395 г. Велбъждкото деспотство пада окончателно под османска власт.

### В Османската империя
За първи път селището се споменава с днешното си име в един дефтер от 28 март 1526 г. по времето на султан Сюлейман I (1520 – 66). Става въпрос за имоти на Рилския манастир, между които е изброено и едно лозе в Бобошево. В друг османски регистър от 1573 г. Бобошево се споменава, като частно владение, мюлк на Есмихан Султан, дъщеря на султан Селим II (1566 — 74) и жена на великия везир Мехмед паша - Соколлу. Всъщност това е подробен описен дефтер за Кюстендилския санджак от 1570 г. В него се казва, че селата Бобошево и Илковци се дават като мюлк на „Нейно величество Есмихан Султан", като населението се освобождава от плащането на някои данъци и повинности, а също така и от събирането на момчета за еничари. В тези селища се забранява и достъпът на държавни чиновници. Дефтерът за тази година регистрира в Бобошево 330 домакинства и споменава плащането на пазарна такса, което показва, че там е имало тържище.
Надарено с такива важни привилегии, населението не било обезпокоявано от никого и продължило да живее и се развива сравнително свободно, както и по-рано.
В средата на 17 век през Бобошево минава османският пътешественик Евлия Челеби, който пише, че в градчето има 500 покрити с тръстика и керемиди невернишки къщи и около 50 дюкяна. Веднъж в седмицата, в неделя става оживен пазар, на който се събират няколко хиляди души. Градчето се слави с вкусното като масло сирене.
Неслучайно през 15 – 17 век в Бобошево и района са съградени множество църкви, от които са запазени църквите „Свети Илия“, „Свети Димитър“ и „Свети Атанасий“ в Бобошево и „Света Петка“ и „Свети Никола“ в съседното село Вуково. И през време на османското владичество Бобошево запазва значението си на голям духовно-културен център. След 1839 г. обаче всички привилегии на отделни християнски селища били премахнати: от фермана на султан Абдул Азис (1861 – 76) от 25 август 1861 г. се вижда, че Бобошево се облага с данъци, от които дотогава е било освободено.

### Възраждане
През време на османското владичество основен поминък на населението са земеделието и скотовъдството. Развиват се и домашните занаяти – шивачество, кожухарство, бояджийство, обущарство, ковачество, коларство, кацарство, дюлгерство, грънчарство. През 1861 г. кюркчиите (кожухари) се организират в „еснаф на кюрчиите“. Отделно съществуват и абаджийски и дюлгерски еснафи.
През 1863 г. се открива постоянен седмичен пазар. Функционира килийно училище (XVI в.) при манастира „Свети Димитър“, а през втората половина на XVIII в. – при църквата „Св. Атанасий". Нарасналото благосъстояние на населението намира израз в почина за съграждане на нов православен храм. Строителството на църквата „Света Богородица“, един от най-внушителните и представителни храмове строени в периода на Възраждането, започва през 1851 г. и завършва през 1862 година.
През 1870 г. в двора на църквата „Св. Богородица" е построено и двуетажно училище. Създава се читалище „Лоза" (1870-71). Бобошево дочаква своето Освобождение в края на януари 1878 г., когато в селото пристига един ескадрон руска кавалерия от западния отряд на генерал Гурко.

### Нова и най-нова история
След Освобождението селото има 22 059 дка землище, от което 12 439 дка ниви, 4472 дка лозя, 4202 дка гори, 745 дка ливади, 188 дка градини, 10 дка пасища. Основен поминък на населението са земеделието (тютюн, лозарство, овощарство) и животновъдство. Продължава да се развива и занаятчийството. Има 2 парни мелници (първата от тях построена през 1908 г.), фабрика за сода и лимонада (1908), 2 дарака, тухларна, халваджийница, 2 сладкарници, 2 книжарници, складове за брашно и дървен материал, магазини за манифактура, колониални стоки и зърнени храни, 3 гостилници, 1 кебапчийница, 16 кръчми, 3 кафенета. След Освобождението са открити телеграфопощенска станция (1878), служба на Спестовната каса (1878), полицейски участък, мирово съдилище (1879), фелдшерски участък (1889), аптечен склад (1904), дъждомерна станция (1910), ветеринарен участък (1912), телефонна служба (1916), редовна аптека (1920), акушерска служба (1922). През 1883 г. е построена двуетажна училищна сграда с 9 учебни стаи, учителска стая и канцелария. През 1921 г. е открито Търговско училище, но поради липса на достатъчно ученици то е закрито през 1925 г. Изграден е собствен селскостопански пазар. През 1901 г. е открита е агентура на Българската земеделска банка, която е закрита през Първата световна война и възстановена отново през 1927 г. През 1919 г. се основава Бобошевска търговска банка АД, която към 1 януари 1929 г. има 22 акционери и внесен капитал 1 милион лева е резервен капитал 300 хиляди лева. БТБ АД се занимава освен с кредитни и влогови операции и с търговия: има собствена тухларна и склад за дървен материал. През 1927 г. е основана и Бобошевската популярна банка. Към 1 септември 1929 г. тя има 158 члена със 193,6 хиляди лева внесен дялов капитал и 16,132 хиляди лева други фондове. През 1933 г. Бобошевската популярна банка открива винарска кооперативна изба с инвентар за 450 хиляди лева. През 1930 г. е издигната нова училищна сграда – на 2 етажа с 15 учебни стаи, кабинети и салон, с обширен заграден двор.
Селото е водоснабдено през 1929 г. и електрифицирано през 1934 г.
След 1944 г. са създадени кредитна кооперация „Зелен бор" (1946 г.), ТКЗС (1947 г.), което от 1979 г. е в състава на АПК „Септемврийци" с основни отрасли тютюнопроизводство, овощарство (череши) и лозарство. Изградени са оранжерии. Известна е Бобошевската винарска изба. Промишлеността е застъпена от завод за фуражни смески и шивашки цех. Учредени са физкултурно и туристическо дружества. Изграден е спортен комплекс със закрита спортна зала, стадион, физкултурен интернат за деца. В центъра е построен културен дом. От 1981 г. Бобошево е град.
В началото на 21 век в резултат на промените в страната след 1989 г. и засилената миграция населението е силно намаляло. Перспективите за развитие на селото са свързани с лозарството, овощарството и винопроизводството и развитието на културен и църковен туризъм.

## Исторически и културни забележителности
- Средновековна крепост „Градището“ – разположена е на 2 km западно от Бобошево, върху Драгойна могила, на десния бряг на Струма, в местността Горно поле. По периферията на могилата, която има горен диаметър около 35 m, личат останки от крепостен зид, граден от ломени камъни и хоросан. Крепостта е от времето на Втората българска държава.
- Средновековна църква „Свети Тодор“ – намира се на 2 km северно от Бобошево, върху възвишение на десния бряг на река Струма, в местността Селище. По тип принадлежи към кръстокуполните църкви с издаващи се свободно рамене на кръста. Има дължина 7,40 m и ширина 6,21 m. Полукръглата апсида е прорязана от тесен, дълъг прозорец. Куполът е стъпвал върху цилиндричен барабан, осветяван от четири прозорци. Църквата е градена от камък, а куполът и сводовете от тухли. В купола редиците тухли са замазани през един ред, тъй че се получава ефектна декоративна украса. По стените на църквата са запазени стенописи в два пласта. Фреските от ранния пласт са унищожени, а тези от втория представляват ценни творения на българската средновековна живопис. Построена е през 10 – 12 век. През 1962 г. тя е опакована с дървен градеж, в очакване на пълната ѝ реставрация.

- Бобошевски манастир „Свети Димитър“ – недействащ манастир, който се намира на около 4 km над Бобошево. Манастирската църква представлява малка, еднокорабна сграда с вътрешни размери 4,15 m на 2,66 m и височина 5,50 m. Снабдена е с полукръгла отвън и отвътре апсида, широка 1,38 m и дълбока 0,70 m. В източната стена, вляво от апсидата, има полукръгла ниша, а в северната стена – четвъртита. Сводът е полуцилиндричен. През 1864 г. е прибавен притвор с вход на север и с пет аркирани прозорци. Подът на наоса е застлан с каменни плочи. Цялата вътрешност на църквата, без притвора, е изписана с традиционната за този тип църкви стенопис. Църквата е построена след 1481 г., а стенописите датират от 1488 г. според надписа на входната врата в наоса. Църквата е била част от манастирския комплекс на средновековния манастир „Свети Димитър“. От манастира днес е оцеляла манастирската църква, която е реставрирана изцяло. Църквата е паметник на културата от национално значение. Запазена е и част от воденицата, на която колелото все още се върти.
- Късносредновековна църква „Свети Илия“ – построена е през 1687 г. Намира се в източната част на град Бобошево, под местността Бялата пръст. Представлява малка, еднокорабна и едноапсидна църква с дължина 7,20 m и ширина 5,30 m, без апсидата. В надлъжните стени са вместени два певника, широки по 1,30 m и дълбоки 0,70 m. На запад сградата завършва с анти. На източната фасада има и една аркирана ниша, а на западната – три. Градежът на църквата е от ломени камъни с хоросанова спойка и дървени сантрачи. Запазени са значителни части от стенописите, които са покривали цялата вътрешност на сградата. Ранната стенопис върху свода и горната част на стените е от 17 век, а по-късната – от 1898 г., според ктиторския надпис над апсидната ниша.
- Късносредновековна църква „Свети Атанасий“ – намира се в района на градските гробища, в горната част на град Бобошево. Малка, еднокорабна църква с полукръгла апсида и с анти. Дълга е 8 m и широка 5 m (външни размери). От лявата страна на апсидата се намира проскомидийната ниша, а вдясно – четвъртита, на диаконика. На северната страна има малка, полукръгла ниша – умивалня. Църквата е имала сводово покритие, което при реставрацията и е заменено със стреховидно. През 18 век е прибавен закрит притвор, а през 1926 – 27 г. е изграден нов притвор с трапезария. Стените на първоначалната църква, дебели 0,70 m са каменни. Църквата е била изписана изцяло отвътре, а западната фасада – и отвън, съобразно установения канон. Съгласно получетливия ктиторски надпис на южната стена църквата е построена през 1590 или 1600 г.
- Възрожденска църква „Света Богородица“ – църквата е един от най-красивите и величествени възрожденски храмове в Дупнишко. Тя се отличава с необичайна архитектура, напомняща Рилския манастир. Иззидана е от дялан камък с тухлени пояси, а във вътрешността ѝ се издигат десет колони, върху които са разположени осемнадесет кубета. Строителството ѝ започва през 1851 г. и завършва след десетилетие – през 1862 година. Неин строител е прочутият първомайстор Миленко от село Блатешница, Радомирско, който е строител и на южното крило на Рилския манастир. По план е трикорабна базилика. Храмът е изграден върху основи с дължина 24 m, ширина 8 m и е висок 10 m. Иззидан е от камък с тухлени пояси и е покрит с керемиди. Наосът, олтарът и галерията на втория етаж са цялостно изографисани. Църквата е действащ храм, паметник на културата.
- Руенски манастир „Свети Йоан Рилски“ – манастирът е разположен в красива местност в близост до град Бобошево, на около 8 km западно от международния път София – Кулата, на 2,5 km над село Скрино – родното място на свети Иван Рилски. Строителството на манастира започва върху руините на стар християнски храм, през 1999 г. От него по живописна пътека се стига до пещерата, където най-напред е служил свети Иван Рилски. Манастирът е един от най-новите в България. Монашеското братство издава религиозна литература и излъчва първото църковно радио в България „Сион“.
- Параклис „Свети Георги“ – намира се извън града, вляво от пътя за с. Драгодан. Издигнат е на мястото на стара църква.
- Параклис „Свети Архангел Михаил“ – намира се извън града, върху билото на южния руенски склон. Издигнат е след Освобождението на мястото на едноименна стара църква.
- Параклис „Свети свети Петър и Павел“ – намира се на около 3 km над града, вляво от пътя за манастирската църква „Свети Димитър“.
- Параклис „Света Богородица“ – намира се в местността Миладин. Издигнат е след Освобождението на мястото на едноименна стара църква.
- Параклис „Света Петка“ – нов параклис, изграден след 1989 г.
- Параклис „Свети Трифон“ – най-новият бобошевски параклис. Намира се в местността Фильовица. Водосвет и първа копка на строежа са направени на 30 октомври 2004 г. Завършен е през 2007 г.
- Параклис „Света Троица“ – първата копка на параклиса е през 2005 г.

- Паметник на загиналите в Балканската и Първата световна война.

## Обществени институции
Град Бобошево е общински център на община Бобошево. В града има полицейски участък, поща, основно училище „Св. св. Кирил и Методий“, детска градина „Здравец“.
Читалището „Лоза“ има 19 000 тома библиотечен фонд. Художествените колективи, които работят на територията на читалището са смесен хор, духова музика, театрална група, детски танцов състав, детска вокална група, състав художествено слово, клуб по спортни танци.
В центъра на града е експонирана и постоянна музейна сбирка „Къща музей Никифор Бибин“ на улица „Г. С. Раковски“. Музеят функционира целогодишно от понеделник до петък (8:00 – 17:00 часа).

## Икономика
В отрасловата структура на материалното производство преобладават търговията, туризмът и леката промишленост. Отрасловата структура на промишлеността се формира от производствата на шивашката и дървопреработвателната промишленост. На територията на общината работят няколко фирми за шивашки изделия и една за изработка на саи, като в тях е ангажирана значителна част от трудоспособното население. Развити са и дърводобива и дървопреработването. Селското стопанство е специализирано в овощарство, лозарство и тютюнопроизводство. Районът е прочут с бобошевските лозя, череши и ябълки, за чието отглеждане преди време са изградени цели масиви. В последните години се създават нови масиви с ябълкови дръвчета. Животновъдството се развива на база отглеждане животни в домовете.

## Религии
Бобошево принадлежи в църковно-административно отношение към Софийска епархия. Преобладаващата част от населението на град Бобошево изповядва източното православие. Има и малка евангелска (протестантска) общност. 

## Спорт
Футболен клуб „Ботев“ е участник в областна футболна група „Кюстендил“ – подгрупа „Рила“. Мачовете си играе на градския стадион. Най-големия успех клубът постига през 1952 г., когато става селски футболен шампион на България.

## Туризъм
На 3 kmот Бобошево се намират хижа „Яна“ (69 легла) и хижа „Пионер“ (40 легла). До тях се стига по добре поддържан асфалтов път. Двете хижи са изходен пункт на няколко интересни туристически маршрута, които обхващат и някои исторически паметници. Те дават възможност за запознаване, както с красотата на природата, така и с част от културно историческото наследство на община Бобошево.
Районът на Бобошево предлага и отлични условия за риболов. В река Струма при Бобошево се ловят черна мряна, морунаж, скобар и сом.

## Редовни събития
От 1956 г. ежегодно всяка първа неделя на месец ноември в Бобошево се провежда мотокрос.
От 1985 г. ежегодно през месец януари в Бобошево се провежда Празник на виното – „Винария“, на който местни производители представят своите вина.

## Личности
- Димитър Иванов, български революционер от ВМОРО, четник на Кръстю Лазаров[5]
- Архимандрит Йоан (Сотир Страшников), игумен на Правешкия манастир
- Архимандрит Калистрат, игумен на Рилския манастир
- Георги Веселинов - Зограф (1843 – 19 септември 1886), възрожденски художник и общественик, народен представител във II и III обикновено народно събрание
- Захари Бобошевски (1844 – 30 декември 1927), възрожденски учител и общественик
- Иван Кепов (1870 – 1938), български историк
- Иван Лепичев, треньор по баскетбол, трикратен шампион на България при жените
- Стефан Волев, лекар и писател
- Коста Веселинов (1908 – 1942), български комунист и деец на ВМРО (обединена)

## Галерия
- Изглед към Бобошево
- Църквата „Свети Тодор“ – гр. Бобошево
- Манастирската църква „Свети Димитър“
- Църквата „Свети Илия“ – гр. Бобошево
- Църквата „Свети Атанасий“ – гр. Бобошево
- Църквата „Света Богородица“ – гр. Бобошево
- Църквата „Света Петка“ – с. Вуково, община Бобошево
- Църквата „Свети Никола“ – с. Вуково, община Бобошево